# Тяпорсикт
Тяпорсикт  — деревня в Сысольском районе Республики Коми в составе сельского поселения  Пыёлдино. 

## География
Расположена на расстоянии 1 км на юг от центра поселения села Пыёлдино.  

## Население
Постоянное население  составляло 32 человека (коми 91%) в 2002 году, 52 в 2010 .